# James Haines
James Haines (* 20. Oktober 1954 in Arcadia, Wisconsin) ist ein ehemaliger US-amerikanischer Ringer. Er war Vizeweltmeister 1979 im freien Stil im Fliegengewicht.

## Werdegang
Jim Haines, wie er immer genannt wurde, begann als Jugendlicher mit dem Ringen und besuchte ab 1974 die University of Wisconsin–Madison. Dort erhielt er von Trainer Duane Kleven den letzten Schliff, der ihn zu einem Weltklasseathleten im freien Stil machte. Bereits 1974 und 1975 gehörte Jim zu den zehn besten US-amerikanischen Universitätsringern, wurde 1976 Vizemeister und 1977 US-Meister der Studentenringer (NCAA Div. I Champion) im Fliegengewicht. 1974 holte Haines für seinen Heimatclub Arcadia, Wisconsin, die US-amerikanische Vizemeister der AAU (Amerik. Athleten Union). 1976 und 1978 wurde er in diesem Verband USA-Meister.
Zu seinem ersten Einsatz bei einer internationalen Meisterschaft kam Jim bei den Panamerikanischen Spielen 1975 in Mexiko-Stadt. Er belegte dort hinter dem Kubaner Eloy Abreu den 2. Platz. 1976 gewann er die US-amerikanische Olympiaausscheidung und startete bei den Olympischen Spielen in Montreal. Er gewann dort aber einen Kampf und belegte den 9. Platz.
Bei seinem nächsten Start bei einer Weltmeisterschaft kam er 1978 in Mexiko-Stadt auf den undankbaren 4. Platz. Er verlor gegen Hartmut Reich aus Jena und Luis Ocaña Zulueta aus Kuba.
Ein Jahr später bei der Weltmeisterschaft in San Diego war Jim Haines in phantastischer Form. Er besiegte unter anderem den Weltmeister von 1978 Anatoli Beloglasow aus der Sowjetunion und gewann auch den Revanchekampf gegen Hartmut Reich. Im Finale unterlag er allerdings dem Olympiasieger von 1976 und dreifachen Weltmeister Yūji Takada aus Japan nach Punkten. Für diese guten Leistungen wurde er mit dem Vizeweltmeister-Titel belohnt.
1980 gewann Haines wieder die US-amerikanische Olympiaausscheidung (Trials), konnte aber nicht bei den Olympischen Spielen in Moskau starten, weil die Vereinigten Staaten diese Spiele boykottierten.
Nach 1980 beendete Haines seine Laufbahn als aktiver Ringer. Er wurde Trainer in Coachrane-Fontaine-City, dann an der Laona-High-School und wohnt jetzt in Pepin, Wisconsin, wo er Ringerseminare veranstaltet.

## Erfolge

### Internationale Erfolge
(OS = Olympische Spiele, WM = Weltmeisterschaft, F = freier Stil, Fl = Fliegengewicht, Ba = Bantamgewicht, damals bis 52 kg bzw. 57 kg Körpergewicht)
- 1975, 2. Platz, Panamerikanische Spiele in Mexiko-Stadt, F, Fl, hinter Eloy Abreu, Kuba und vor Pablo Gómez, Mexiko;

- 1976, 9. Platz, OS in Montreal, F, Fl, mit einem Sieg über Constantin Măndilă, Rumänien u. Niederlagen gegen Eloy Abreu und Alexander Iwanow, UdSSR;

- 1977, 3. Platz, World-Cup in Toledo/USA, F, F. hinter Kiyoto Shimizu, Japan u. Roman Dmitriew, UdSSR u. vor Albert Tschirhart, Kanada;

- 1978, 1. Platz, World-Cup in Toledo/USA, F, Fl, vor Kamitsu Kariba, Japan, Alexander Iwanow u. Juan Rodríguez, Kuba;

- 1978, 4. Platz, WM in Mexiko-Stadt, F, Fl, mit Siegen über Nicolas Ortiz, Guatemala, Ray Takahashi, Kanada u. Mohammed Dabbaghi, Iran u. Niederlagen gegen Hartmut Reich, DDR u. Luis Ocaña Zulueta, Kuba;

- 1979, 2. Platz, WM in San Diego, F, Fl, mit Siegen über Dimitar Filipow, Bulgarien, Chris Brown, Australien, Anatoli Beloglasow, UdSSR, Władysław Stecyk, Polen u. Hartmut Reich u. einer Niederlage gegen Yūji Takada, Japan

### USA-Meisterschaften
- 1974, 2. Platz, F, Fl, hinter Sergio Gonzalez u. vor Heikichi Hadegawa,
- 1975, 2. Platz, F, Fl, hinter John Morley u. vor Randy Miller,
- 1976, 1. Platz, F, Fl, vor John Morley u. Ed Knecht,
- 1978, 1. Platz, F, Fl, vor Mike Mc Arthur u. Peter Morelli,
- 1979, 3. Platz, F, Ba, hinter Joe Corso u. John Azevedo
- 1980, 3. Platz, F, Ba, hinter Joe Corso u. Gene Mills

### US-amerik. Studentenmeisterschaften
- 1976, 2. Platz, F, Fl, hinter Mark DiGirolamo,
- 1977, 1. Platz, F, Fl, vor Mike Mc Arthur u. Gene Mills